# Takaki Fukumitsu
Takaki Fukumitsu (født 22. februar 1992) er en japansk fodboldspiller, som spiller for den japanske fodboldklub Cerezo Osaka.